# Stanisław Juszczakiewicz
Stanisław Juszczakiewicz ps. „Kornik”, „Stanisław Kornik”, „Kuba”, „Preisner”, „Stanisław” (ur. 21 października 1897 w Białej, zm. 10 listopada 1967 w Londynie) – pułkownik piechoty Wojska Polskiego służby stałej, uczestnik I wojny światowej i wojny polsko-bolszewickiej, podczas II wojny światowej dowódca wojskowy w kampanii wrześniowej i powstaniu warszawskim. Komendant Okręgu Łódź ZWZ-AK, zastępca szefa Oddziału I oraz szef wydziału personalnego Komendy Głównej Armii Krajowej. 

## Życiorys
Był synem Jakuba, urzędnika podatkowego i Marii z d. Waszkan. Nauki pobierał w gimnazjum w Lidzie, Oświęcimiu, Gimnazjum św. Anny w Krakowie oraz w c. i k. Gimnazjum Wyższym w Wadowicach, w którym 8 października 1915 zdał maturę wojenną. Służył od października 1915 w armii austriackiej, po ukończeniu w czerwcu 1916 szkoły oficerów rezerwy w Opawie dowodził plutonem 20 pułku piechoty. Dostał się we wrześniu tego samego roku do niewoli rosyjskiej, skąd zbiegł w lipcu 1917 i służył nadal w 20 pp dowodząc plutonem i kompanią na froncie włoskim. Był chory na malarię, a leczył się w szpitalach w Tolmezzo i w Opocznie.
W Wojsku Polskim od listopada 1918, a służył początkowo na stanowisku dowódcy plutonu i kompanii 1 pułku strzelców podhalańskich na froncie śląskim i w wojnie polsko-radzieckiej będąc dwukrotnie ranny. Od lutego do czerwca 1921 był absolwentem Szkoły Podchorążych Piechoty w Warszawie, a od sierpnia dowódca kompanii szkolnej 28 batalionu celnego (Straży Granicznej) w Słobódce na granicy łotewskiej. Dowódca kompanii od sierpnia 1923 w 4 pułku strzelców podhalańskich, a od września instruktor-dowódca plutonu w batalionie szkolnym DOK V Kraków w Niepołomicach. Dowódca plutonu od lipca 1925, a następnie adiutant 2 batalionu KOP „Bereźne” na Wołyniu. Był przeniesiony w 1930 do 25 pułku piechoty, w którym był kolejno dowódcą kompanii karabinów maszynowych, referentem mobilizacyjnym, obwodowym komendantem PW i dowódcą batalionu od kwietnia 1937.
W czasie kampanii wrześniowej 1939 pełnił obowiązki dowódcy I batalionu 25 pułku piechoty 7 Dywizji Piechoty Armii „Kraków”.
Od października 1939 w konspiracji w SZP-ZWZ-AK. Pełnił początkowo obowiązki szefa sztabu dowództwa wojewódzkiego SZP – Komendy Okręgu Łódź ZWZ i inspektora łódzkiego pod pseudonimem „Preisner”. Od sierpnia do września 1940 po odwołaniu Okulickiego do Warszawy pełnił funkcję komendanta Okręgu Łódź ZWZ-AK pod pseudonimami „Kornik” i „Stanisław Kornik”. W czasie jednej z podróży do Warszawy w grudniu 1941 został zatrzymany na granicy Generalnego Gubernatorstwa, ale udało mu się zbiec. Został przeniesiony do Warszawy w maju 1942 i po kpt. Jerzym Antoszewiczu „Iwo” został szefem Biura Personalnego i zastępcą ppłk. Antoniego Sanojcy „Kortuma”. Odtąd używał pseudonimu „Kuba”, a w lutym 1943 przekazał funkcję szefa Biura Personalnego ppłk. Janowi Gorazdowskiemu „Wolańskiemu”. Aż do wybuchu powstania warszawskiego pełnił funkcję zastępcy szefa Oddziału I sztabu KG, prowadząc m.in. sprawy scaleniowe oddziałów NOW. 
Po utworzeniu Grupy „Północ” w czasie powstania został 8 sierpnia 1944 r. dowódcą Zgrupowania „Kuba” oraz dowódcą zachodniego odcinka obrony Starego Miasta. 13 sierpnia ciężko ranny przekazał dowodzenie mjr. Gustawowi Billewiczowi „Sośnie”. Wywieziony ze szpitalem po kapitulacji oddziałów powstańczych, przebywał w Oflagach Sandbostel i Lubeka.
29 kwietnia 1945 uwolniony z niewoli niemieckiej przez oddziały brytyjskie był od maja do czerwca komendantem polskich obozów wojskowych i byłych jeńców w rejonie Hanoweru. Przebywał w lipcu 1945 w Obozie Zbornym Nr 1 w Paryżu, a w sierpniu przybył do Londynu. Od listopada 1945 był przez wiele lat przewodniczący nowo utworzonej Głównej Komisji Weryfikacyjnej AK przy Sztabie Głównym w Londynie. Członek Komitetu Organizacyjnego Koła AK od grudnia, a od jego I Zjazdu w marcu 1947 był członkiem Głównego Sądu Koleżeńskiego. Od 1956 członek Rady Naczelnej, a od 1962 przewodniczący Głównego Sądu Koleżeńskiego. 
10 listopada 1967 zmarł w Londynie i został pochowany na tamtejszym cmentarzu Streatham Vale.
Był od 1925 żonaty z Anną z d. Woronowicz i miał pasierbicę Eugenię (ur. 1918) zamężną Woyna-Gwiaździńską, zamieszkałą w Gdańsku-Oliwie oraz syna Mieczysława (ur. 1926), nauczyciela zamieszkałego w Londynie.

## Awanse
- podporucznik – b.d.
- porucznik – ze starszeństwem od 1 czerwca 1919
- kapitan – 1 stycznia 1927
- major – 1 stycznia 1936
- podpułkownik – 1 lipca 1940
- pułkownik – 1944[8]

## Odznaczenia
- Krzyż Złoty Orderu Wojennego Virtuti Militari (1944)[9]
- Krzyż Srebrny Orderu Wojskowego Virtuti Militari (1921)[10]
- Krzyż Walecznych (trzykrotnie)[11]
- Złoty Krzyż Zasługi (1938)[12][2]
- Medal Wojska (1946)[6]